# Sloveense Democratische Partij

Logo

De Sloveense Democratische Partij (Slovenska demokratska stranka, SDS) is een Sloveense politieke partij. Met de verkiezingen van 3 oktober 2004 behaalde zij 29 zetels in het parlement en werd daarmee grootste fractie in het 90 leden tellende parlement.
De SDS werd op 16 februari 1989 in Ljubljana opgericht onder de naam Sociaaldemocratische Bond van Slovenië (SDZS) (Socialdemokratska zveza Slovenije). Hierna hernoemde zij zich in Sociaaldemocratische Partij van Slovenië (SDSS) (Socialdemokratska stranka Slovenije) om zich in 2003 te hernoemen in Sloveense Democratische Partij (SDS).
Bij de eerste vrije verkiezingen in 1990 maakte de partij deel uit van het oppositionele partijenverbond Demos, dat geleid werd door Jože Pučnik. Pučnik was partijvoorzitter en leider van Demos. Tijdens de verkiezingen van 1992 behaalde de partij weliswaar een slecht resultaat, maar stapte desondanks in de coalitie onder leiding van Janez Drnovšek. 
In 1992 stapte Janez Janša van de Sloveense Democratische Bond over naar de Sociaaldemocratische Partij van Slovenië. De leider van de sociaaldemocraten, Janez Janša, trad aan als minister van defensie. In maart 1994 moest Janša als minister aftreden als direct gevolg van de zogenaamde Depala vas-affaire. Janez Janša werd in 1993 partijvoorzitter en is dat tot op heden. 
De partij was kortstondig kandidaat-lid van de Socialistische Internationale, maar dit kandidaat-lidmaatschap werd haar door dit internationale verbond van sociaaldemocraten ontnomen. 
In Nederland verscheen in 1995 in de Internationale Spectator (Clingendael) een negatieve beoordeling van de toenmalige verhoudingen. Het zou gaan om een "populistische partij aan de periferie". Beoordelingen uit het verleden hangen onder meer samen met de perikelen rond het lidmaatschap van de SI en de affaire Depala vas. Inmiddels is de SDS toegetreden tot de Europese Volkspartij en de Internationale Democratische Unie.
Verkiezingsresultaten (in parlementszetels):

## Bekende personen
- Miha Brejc
- Janez Janša
- Jože Pučnik
- Dimitrij Rupel